# Дьёндьёш
Дьёндьёш (венг. Gyöngyös) — город на севере Венгрии в регионе Северная Венгрия, в медье Хевеш. Второй по населению город медье после столицы — Эгера. Население — 33 553 человека (2001).

## Общая характеристика

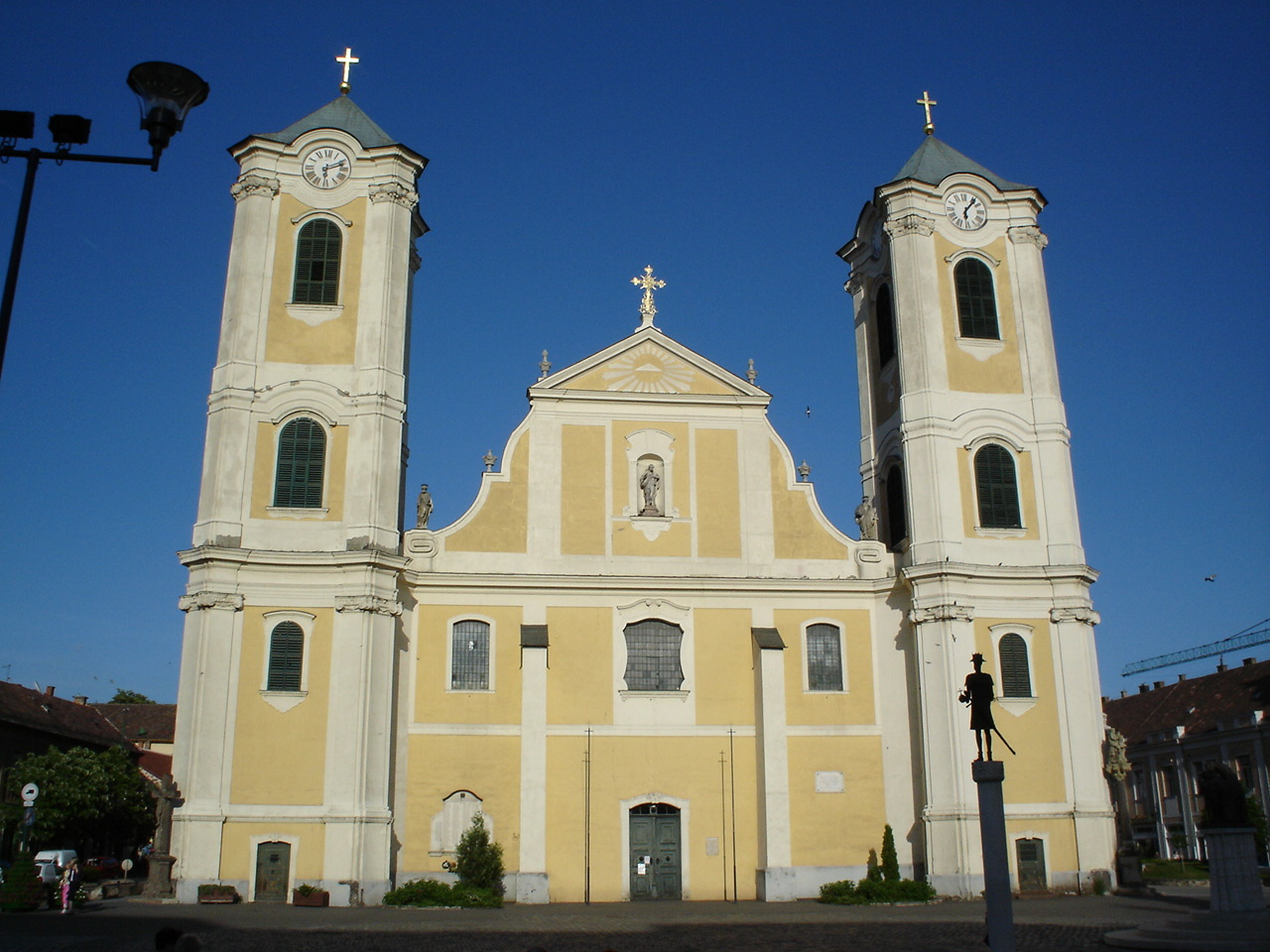
Церковь Святого Берталана в городе

Дьёндьёш находится в 70 километрах к северо-востоку от Будапешта и в 35 километрах к юго-западу от города Эгер. Город расположен у подножия горной цепи Матра и холмистой гряды Сархедь. Рядом с городом проходит автотрасса Будапешт — Мишкольц — Кошице (E71), другие дороги ведут в Эгер и Хатван. Дьёндьёш также называют воротами Матры; К нему можно подъехать по автомагистрали M3. В городе также присутствует железнодорожная станция.

## Этимология
Название города в переводе означает «Жемчужный». По версии историка XVII века Миклоша Иштванфи первоначально имя города имело значение «жемчужина лесов», поскольку окрестные холмы были покрыты лесами.

## Население
| Год  | Численность | Численность |
| ---- | ----------- | ----------- |
| 2013 | 31 018      | [ 2 ]       |
| 2014 | 30 763      | [ 3 ]       |
| 2018 | 29 337      | [ 4 ]       |
| 2022 | 27 648      | [ 5 ]       |
| 2023 | 27 887      | [ 6 ]       |
| 2024 | 27 645      | [ 1 ]       |

В 2011 году 94,8% города являлись венграми, 4,1% цыганами, 0,6% немцами, 0,2% русинами, 0,1% румынами и 0,2% представителями других национальностей.
Религиозное распределение было следующим: католики 44,3%, реформаты 4,1%, греко-католики 0,4%, лютеране 0,3%, атеисты 21,2% (28,4% не комментировали).

## Экономика
Основа экономики Дьёндьёша — пищевая промышленность. В городе расположено большое число фабрик по производству молока, мясных изделий, переработке фруктов и овощей; есть несколько небольших машиностроительных предприятий. Дьёндьёш — крупный винодельческий центр. На склонах холмов вокруг города большое количество виноградников и садов. На склонах Матры есть несколько горных курортов.

## Достопримечательности

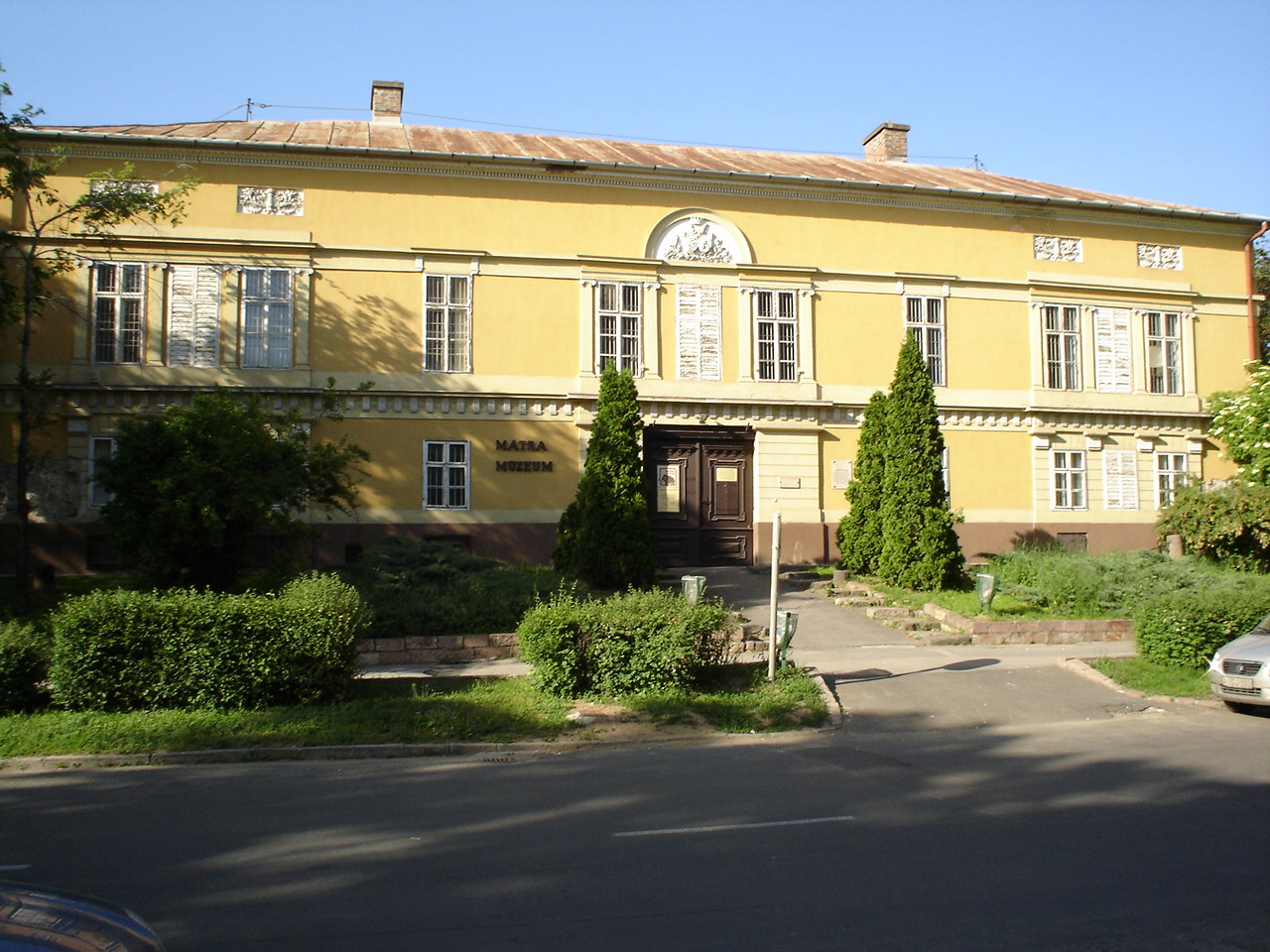
Музей Матры

- Дворец Орци. В настоящее время в нём расположен Музей Матры.
- Храм св. Урбана
- Храм св. Берталана (Варфоломея)
- Старинная водонапорная башня.

## Города-побратимы
- Лендава, Словения (2019)
- Лохэ, Китай (2019)
- Маниса, Турция (2012)
- Пиексямяки, Финляндия (2000)
- Рингстед[вд], Дания (1973)
- Санок, Польша (5 октября 2003)[9][10]
- Тыргу-Секуйеск, Румыния (1995)
- Цельтвег, Австрия (1993)
- Штип, Северная Македония (2002)
- Шуша, Азербайджан (2013)